# Velleius dilatatus
Velleius dilatatus, conocido como el escarabajo avispón, es una especie de escarabajo errante perteneciente a la familia Staphylinidae. Este escarabajo es comensal del avispón europeo (Vespa crabro), viviendo en sus nidos.

## Taxonomía
V. dilatatus fue descrito formalmente por primera vez en 1787 como Staphylinus dilatatus por el biólogo danés Johan Christian Fabricius y su localidad tipo fue Sajonia ("Halae Saxonum").  Esta especie está clasificada dentro del género Quedius por algunas autoridades que tratan al Velleius como un subgénero de Quedius . 

## Descripción
Velleius dilatatus es una especie grande de escarabajo errante que mide entre 10 and 25 mm (0,39 y 0,98 in), y es de color completamente negro o marrón oscuro con un pronoto redondeado y aplanado lateralmente. Tienen una cabeza grande con ojos débilmente convexos y sienes largas y curvas. La superficie del exoesqueleto es mate porque hay una fuerte microescultura. Las mandíbulas son grandes y asimétricas; la mandíbula derecha tiene un diente prominente y la izquierda tiene 3 dientes más pequeños. Las antenas tienen 11 segmentos y los segmentos entre el cuarto y el décimo son dentados. El pronoto es redondeado, creando ángulos hacia el frente, y aplanado lateralmente. Tienen una fuerte microescultura que les hace parecer iridiscente con iluminación de ángulo bajo. Los élitros son cuadrangulares y de coloración mate, con escasos vellos y con pelos más largos y rígidos dispersos, especialmente en los lados. El abdomen se estrecha uniformemente hacia la punta y tiene bordes elevados claros en los lados y es débilmente iridiscente. Las patas son largas y bastante robustas con tibias rectas que se ensanchan hacia su ápice y tienen un par de largos espolones en el ángulo apical interno.

## Distribución
V. dilatatus se encuentra en el Paleártico occidental desde el sur de Gran Bretaña  al este hasta la Rusia europea y el sur de Finlandia al sur de los Pirineos y Córcega . 

## Biología
El escarabajo avispón pasa la mayor parte de su vida adulta en los nidos de los avispones europeos, normalmente en los huecos de los árboles, pero también se les ha registrado en las casas de humanos. Se alimentan de larvas de dípteros, que encuentran entre los restos acumulados en el nido. Sin embargo, se sabe que abandonan sus nidos en las noches cálidas, cuando la temperatura supera 16 ºC (61 °F), para cazar otros insectos o para visitar los canales de savia de los robles y las hayas. Tienen un agudo sentido del olfato y se cree que pueden detectar la savia y navegar hacia y desde el nido siguiendo el olor. Estos escarabajos son buenos voladores y normalmente aterrizan en un recorrido de savia aproximadamente una hora después del anochecer y puede haber algunos de ellos presentes en un solo recorrido de savia. Los dos insectos no se asocian entre sí, permaneciendo separados y no se mueven mucho cuando se alimentan. Permanecerán en el corredor de savia de la planta durante gran parte de la noche, detectando y aprovechándose regularmente de otros insectos que llegan a esta region. Sus larvas crecen dentro de los detritos del nido, comiendo otros insectos y, tal vez, también los avispones muertos y moribundos. En un nido se pueden encontrar hasta diez escarabajos adultos y larvas, y aunque no parecen cazar a los avispones ni a sus larvas, el nido debe estar ocupado por avispones para que los escarabajos persistan.